# Antto Nikkarinen
Antto Nikkarinen (Kerava, 1º marzo 1991) è un cestista finlandese.

## Palmarès

### Individuale
- Korisliiga MVP: 1

Helsinki Seagulls: 2016-17